# Marie-Louise Haumont
Pour les articles homonymes, voir Haumont.
Marie-Louise Haumont est une romancière belge d'expression française née le 19 janvier 1919 à  Woluwe-Saint-Lambert, et morte le 7 février 2012.
Elle a été rédactrice au journal Combat à Paris dans les années qui suivirent la Seconde Guerre mondiale. En 1976, elle a reçu le prix Femina pour son roman Le Trajet publié chez Gallimard.

## Biographie
Née à Woluwe-Saint-Lambert, Marie-Louise Haumont passe une partie de son enfance à Mulhouse où son père possède une industrie. D'après Eugénie De Keyser, qu'elle rencontre à l'Institut des Demoiselles de Decker, Marie-Louise Haumont, malade, étudie un temps chez elle sous la direction d'une cousine de Paul Colinet.
En 1940, elle participe à la fondation de la revue littéraire Cahin Caho, dont seuls quelques numéros sont vendus.
Décidée à vivre de sa plume, Marie-Louise Haumont suit des études de journalisme et essaie de se faire publier dans des quotidiens en Belgique. À la mort de sa mère, n'ayant pas réussi à se faire une place dans son pays natal, elle déménage à Paris où l'un de ses comptes-rendus de représentations théâtrales est retenu par Combat. Par la suite, elle collabore régulièrement à ce journal, dans la rédaction duquel elle rencontre Jacques Mourgeon, son futur mari. Ensemble, ils créent Télé Revue, dédié à la télévision, nouvelle à cette époque.
Plus tard, Marie-Louise Haumont collabore avec l'Éducation nationale à la rédaction du Bulletin de la Télévision scolaire, puis d'autres publications, parmi lesquelles Média. Revue des techniques modernes d'enseignement et Textes et Documents pour la classe.
Elle se lance par ailleurs dans la fiction et, après avoir écrit plusieurs nouvelles ainsi qu'un début de pièce de théâtre, elle parvient à faire éditer chez Gallimard son premier roman, Comme ou la journée de Madame Pline, en 1974. Suivent Le Trajet, prix Femina en 1976, et L'Éponge, qui parait en 1981.